# Anechites nerium
Anechites nerium är en oleanderväxtart som först beskrevs av Jean Baptiste Christophe Fusée Aublet, och fick sitt nu gällande namn av Urban. Anechites nerium ingår i släktet Anechites och familjen oleanderväxter. Inga underarter finns listade i Catalogue of Life.